# Psalm 83

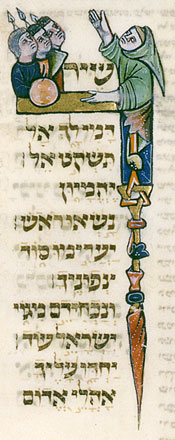
Psalm 83 in einer mittelalterlichen Buchmalerei (The Parma Psalter)

Der 83. Psalm (nach griechischer Zählung der 82.) ist ein Psalm Asafs und gehört in die Reihe der Volksklagelieder. Er weist Elemente auf, die zum Stil des Fluches gehören.

## Gliederung
Der Psalm kann folgendermaßen gegliedert werden:
1. Vers 2: einleitender Hilfeschrei
2. Vers 3–9: Klage gegen alle Völker, die sich gegen JHWHs Volk verschworen haben
3. Vers 10–19: Bitte: Wunsch der Schande über die Feinde

## Datierung
Der Theologe Rudolf Kittel datiert den Psalm auf die Ereignisse von 1 Makk 5 . Dort zieht Judas Makkabäus nach seinem Sieg über die seleukidischen Heere und nach der Wiederherstellung des Tempels gegen die verfeindeten umliegenden Völker in den Krieg.
Der deutsche Orientalist Heinrich Georg August Ewald schlägt vor, den Psalm auf die Zeit des Mauerbaues Nehemias Neh 4,1f  zu datieren.
Hermann Gunkel stellt schließlich fest, dass der Psalm in die Situation der gesamten nachexilischen Zeit passt und dass aufgrund schlechter Quellenlage dieses nur in 1 Makk 5  und Neh 4,1f  wörtlich zum Vorschein kommt.

## Stundengebet
Wegen seiner Anstößigkeit als Fluchpsalm ist dieser Psalm ebenso wie die Psalmen 58 und 109 sowie einzelne weitere Verse 1970 aus dem Stundengebet der katholischen Kirche gestrichen worden.